# 復胖男女
《復胖男女》（リバウンド）是日本日本電視台2011年4月27日至6月29日每週禮拜三22:00～22:54（日本時間）播出的電視連續劇。初回加長15分。减肥反弹是一部喜剧类电视剧，由南云圣一执导，相武纱季，速水直道、 栗山千明、 胜地凉等参与主演。

## 登場人物

### 主要人物
- 大場信子（23） - 相武紗季（6歳：小西舞優、10歳：佐藤瑠南、15歳：芽野彩夏、17歳：御園有里（香港配音：鄭麗麗）

瞳的室友。
經常為了他人的幸福而自己自願做醜人。
第7話中因想瞳和太一成為情侶而和太一分手，及後和瞳一樣大家都想對方成為太一的女友而罵架，最終兩人反面。
第9話中因睦巳入院時，發現幸福之門一早已打開，發現其實咚咚亭一直都有為自己打開幸福之門，而決定去繼承「咚咚亭」。
在瘦身後有一過食就會打回肥胖身型的病。
在最終話和太一結婚。
太一為其創作了第一至五和第七款蛋糕，最後兩人合力創作了第十款蛋糕－豬扒蛋糕。
- 今井太一（27） - 速水茂虎道（香港配音：李致林）

其所創作的果撻是為了瞳的生日而創作。
因知道父親是創作了十款蛋糕先開Ange，所以自己都想創作了十款蛋糕先重開Ange。
第9話中向瞳求婚，但在最終話中被拒絕。
每集也會創作一款新的蛋糕。

### 「EDEN」編集部
- 森中蘭 - 若村麻由美（香港配音：陳凱婷）

EDEN的總編，一直說錯EDEN編集部員工的名字，只有大場的名字能正確說出。
有蛋糕過敏症，但在吃了太一聽了信子講而為蘭創作的第八款蛋糕－蘋果派後說了會再來Ange。
在離開EDEN時，提攜了一直被自己說錯同字的員工成為總編，該員工在現在還未出真名，一直都是用叫錯的名字稱呼，被人叫涉谷。
在第8話中決定離開EDEN，在第9話中正式離開，並決定開辦一本新的雜誌，其後據太一所說，蘭暫時在Ange中開始雜誌的工作。
- 内藤有希（28） - 西山茉希（香港配音：劉惠雲）

編集部員及模特兒。
出初的出道機會是由蘭所提攜的（第8話）。
太一的前女友。
因被名利所矇蔽而變得高傲，在第9話中因信子的話而反思自己是否還有無資格再當模特兒。
- 編集部員 - 渡邊小百合（第1・5話）
- 蘭的上司 - 山崎大輔（第8・9話）

### Ange
- 天野史郎 - 龍星涼（香港配音：張方正）

基本上每次出場都一直都和不知是誰的人在用電話通話，在第9話得知是母親，父親是醫生，希望史郎繼承診所，但在第9話中告知母親自己想在Ange工作，就算斷絕關係也要在Ange工作，最後太一終於願意雇用他。
- 久遠愛 - 山岡愛姫（香港配音：羅杏芝）

是一名小學生，非常喜歡吃太一所做的蛋糕（在太一未認識信子前就已經喜歡吃了）。
真實身分是一名天使，在祝福太一及信子之後飛走了。

### 豬排料理店「咚咚亭」
- 大場智恵 - 伊藤和枝（香港配音：黃麗芳）

信子的母親。
- 大場睦巳 - 石塚英彦（香港配音：林保全）

第9話中，因心肌梗塞而入院，在入院後反思，自己應該不要信子繼承「咚咚亭」。
信子的父親，在入院其間吃了由瞳提議太一為大場家而創的第九款蛋糕布丁。
- 風見研作（26） - 勝地涼（香港配音：李凱傑）

信子的前男友，一直希望和信子復合，每次想和信子復合但都一定失敗並不知為何每次都令信子更確信太一的愛。
有上網問人及找情報求救自己應該如何解決眼前問題的習慣，但在第9話中因被信子說自己的人生不應靠他人決定而是自己決定後就不再上網問人及找情報。
在第9話中，希望和信子結婚來繼承「咚咚亭」，但隨後被信子反問是否真心喜歡信子而反思，其後反思了自己是真心喜歡信子，於是就算和父母反面也辭職去了「咚咚亭」工作。

### 其他
- 三村瞳（23→24[4]） - 栗山千明（香港配音：程文意）

信子的室友。為「吃再多也不會胖」的體質。
和信子的認為是高中是在同一間蛋糕店食忌廉泡芙而認識。有唔開心及講大話就吸煙的習慣，因此信子送的生日禮物是一本戒煙書。
是一名畫家，但不出名，只有太一能給予中肯的畫評而對太一有好感，但為了信子而自願退出。
第7話中因知信子想自己和太一成為情侶而和太一分手後，和信子一樣大家都想對方成為太一的女友而罵架，其後兩人反面，最终自己搬走。
第7話中被太一所委託而設計Ange新店徽及蛋糕盒和裝飾店舖。
在第9話中因Ange人手不足而在Ange幫手，及和信子說在設計完Ange新店徽及裝飾店舖後就決定不在當畫家去做OL。
在最终話中，因信子的話而放棄做OL，再次去當畫家。
- 神谷貴之 - 半海一晃（香港配音：張炳強）
- 瀨川美矢 - 朝加真由美（香港配音：蔡惠萍）
- 瀨川希 - 村松沙耶奈
- 瀨川美穗 - 濱野希莉

### 各串演出
- 記者 - 堀尾若奈（第1話）
- 有希的男朋友 - 三木將太（第2話）

在IT企業的經營人年收3億。
- 富態的女性 - 白熊里香子（第2話）

在公園裡與變胖的太一碰撞的富態女性。
- 法蘭琪餐廳的服務生 - 高橋洋介（第3話）
- 坐計程車的男性 - 森山大輔（第3話）
- 教會的神父 - 池下重大（第4話）
- 在坡道上信子背的老奶奶 - 重久七重子（第4話）
- 尚・盧克・伯納爾 - Le Gall（第5話）

法國著名的設計師。把「EDEN」的新作發表的壟斷契約作為條件，喜歡蛋糕把「EDEN」準備的200個蛋糕全部吃完。
- 翻譯 - 高間朋世（第5話）
- 書店的粉領族 - 雅子（日语：まぁこ）、安藤夏（第5話）
- 洋裝店的店員 - 堀尾若奈（第6・7話）
- 在餐廳裡甩掉她隔壁座位的男性 - 松本寛也（第6話）
- 男學生 - 渡邊龍太郎（第7話）

高中時期，小瞳把電影票給了別人，因為是信子喜歡的對象，所以被小瞳拒絕。
- 美術館的館主 - 岸博之（第8話）

把美術館的畫作為抵押，想與小瞳發生肉體關係，但被拒絕。
- 公寓的房東 - 柳谷由香（第8話）
- 運輸業者 - 松井晶熙（第8話）
- 宅配的送達員 - 堀之內隼人（第8話）
- 商店街的店主 - 藏內秀樹、森喜行、福松美（第9話）
- 小鳩文具的面試官 - 兼平由佳理（第9・最終話）
- 馮韓（第1・2・6・8・最終話）

## 製作人員
- 劇本 - 遊川和彦
- 導演 - 南雲聖一、石尾純、日暮謙（5年D組）
- 製作 - 大平太、太田雅晴（5年D組）
- 音樂 - 池賴廣
- 制作協力 - 5年D組
- 製作著作 - 日本電視台

## 放送紀錄
| 各話                                                   | 放送日        | 副題           | 演出     | 收視率 |
| ------------------------------------------------------ | ------------- | -------------- | -------- | ------ |
| 第1話                                                  | 2011年4月27日 | やせられない女 | 南雲聖一 | 14.3%  |
| 第2話                                                  | 2011年5月4日  | 言い出せない女 | 南雲聖一 | 10.5%  |
| 第3話                                                  | 2011年5月11日 | 愛せない女     | 石尾純   | 12.2%  |
| 第4話                                                  | 2011年5月18日 | 決められない女 | 石尾純   | 10.6%  |
| 第5話                                                  | 2011年5月25日 | 戻れない女     | 南雲聖一 | 11.4%  |
| 第6話                                                  | 2011年6月1日  | 食べられない女 | 日暮謙   | 11.3%  |
| 第7話                                                  | 2011年6月8日  | 信じられない女 | 石尾純   | 9.7%   |
| 第8話                                                  | 2011年6月15日 | 変えられない女 | 南雲聖一 | 10.8%  |
| 第9話                                                  | 2011年6月22日 | 捨てられない女 | 石尾純   | 09.8%  |
| 最終話                                                 | 2011年6月29日 | あきらめない女 | 南雲聖一 | 10.5%  |
| 平均11.11%（收視率來自Video Research對關東地區的調查） |               |                |          |        |

## 關連項目
- 日本電視台週三連續劇

## 外部連結
- リバウンド （页面存档备份，存于）
- 復胖男女 （页面存档备份，存于）（緯來日本台）

## 作品的變遷
| 日本 日本電視台系列 水曜ドラマ       | 日本 日本電視台系列 水曜ドラマ     | 日本 日本電視台系列 水曜ドラマ |
| ------------------------------------ | ---------------------------------- | ------------------------------ |
|                                      | 復胖男女 (2011.4.27 - 2011.6.29)   |                                |
| 美女鮮師No.1 (2011.1.12 - 2011.3.16) | Bull Doctor (2011.7.6 - 2011.9.14) |                                |

| 臺灣 緯來日本台 週六 晚10點                     | 臺灣 緯來日本台 週六 晚10點 | 臺灣 緯來日本台 週六 晚10點                        |
| ----------------------------------------------- | --------------------------- | -------------------------------------------------- |
|                                                 | （2011.7.9 - 2011.9.10）    |                                                    |
| 仁醫 第二部 （2011.4.23 - 2011.7.2）            | （2011.10.29 - 2012.1.7）   |                                                    |
| 週一至五 晚17:00 - 19:00 （11/06 16:45 - 19:00) |                             |                                                    |
| （2012.10.30 - 2012.11.05）                     | （2012.11.06 - 2012.11.12） | （2012.11.13 - 2012.11.16） （11/13 16:45 - 19:00) |

| 香港 無綫劇集台 星期日15:00-17:00及21:00-23:00                              | 香港 無綫劇集台 星期日15:00-17:00及21:00-23:00 | 香港 無綫劇集台 星期日15:00-17:00及21:00-23:00 |
| --------------------------------------------------------------------------- | ---------------------------------------------- | ---------------------------------------------- |
|                                                                             | （2011.11.13 - 2011.12.11）                    |                                                |
| （2011.10.02 - 2011.11.06）                                                 | （2011.12.18 - 2012.01.22）                    |                                                |
| 香港 無綫電視J2 星期五 21:30至22:30 10月26日 21:30至22:45 11月30日 暫停播映 |                                                |                                                |
| 冷獸醫 （2012.08.24 - 2012.10.19）                                          | （2012.10.26 - 2013.01.04）                    | （2013.01.11 - 2013.03.22）                    |
| 香港 無綫電視翡翠台 週日 11:00至11:55 11月17日 暫停播映                     |                                                |                                                |
| （2013.08.04 - 2013.10.13）                                                 | （2013.10.20 - 2013.12.29）                    | 南極大陸 （2014.01.05 - 2014.03.23）           |